# Atrytonopsis frappenda
Atrytonopsis frappenda is een vlinder uit de familie van de dikkopjes (Hesperiidae). De wetenschappelijke naam van de soort is voor het eerst geldig gepubliceerd in 1920 door Harrison Gray Dyar.